# Souterrains in der Bretagne
Es gibt etwa 200 Souterrains in der Bretagne, die primär in den drei westlichen Départements der Bretagne, Côtes-d’Armor, Finistère und Morbihan konzentriert sind. Es gibt sie z. B. auch im Département Ille-et-Vilaine (Souterrain de la Ville es Peniaux in Cancale) und im Département Indre-et-Loire (Souterrains von Antogny-le-Tillac) in Frankreich.
Die Souterrains (französisch souterrains-refuges - allerdings auch für Erdställe in Gebrauch) wurden bis auf einige frühe Ausnahmen in der Endphase der Hallstattzeit, und in die La-Tène-Zeit d. h. zwischen 600 und 100 v. Chr. (aufgrund von keramischen als auch von Radiokohlenstoffdatierungen) datiert. Bei britischen Souterrains wird zwischen „rock-cut“, „earth-cut“, „stone built“ und „mixed“ Souterrains unterschieden. Neuere Entdeckungen haben gezeigt, dass auch hölzerne Bauten (französisch caves boisées) ähnlicher Erscheinung -  in der Bretagne bezeugt sind. Die meisten französischen Souterrains sind in den Fels geschnitten (rock-cut). Sie bilden eine Reihe von durch beengte Durchlässe (Schlupfe) verbundenen Kammern. Die häufigste Anzahl von Kammern beträgt sechs.

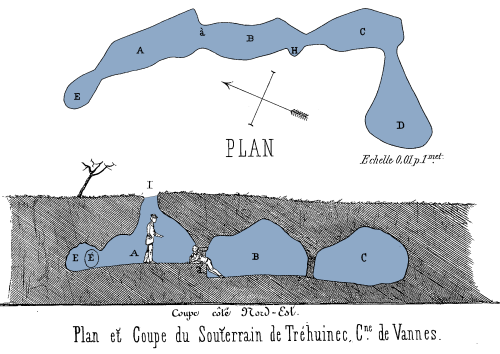
Souterrain von Tréhuinec bei Vannes

Das Souterrain de la Ville es Peniaux, südlich von Saint-Malo, wurde 1800 entdeckt und 1992 veröffentlicht. Es hat eine Länge von etwa 11 Metern, einschließlich eines Zugangsschachts und zweier durch Verengungen verbundener Räume sowie einem unvollendeten Gang. Die Analyse ermöglicht es die armorikanischen Souterrains in die Eisenzeit einzuteilen, von denen es eines der östlichsten in der Bretagne darstellt.

## Schlupfe
Die Engstelle wird hier Katzenloch – (französisch chatiere) genannt. Der innere Raum des fünfkammerigen Souterrains von Lamphily im Finistère wurde durch einen Schlupf mit einem seitlich gelegenen Raum verbunden. Der Schlupf ist im Profil rund, mit einem maximalen Durchmesser von 0,4 m. Interessanterweise lag die Basis aller Schlupfe in diesem Souterrain über dem Bodenniveau der Kammern. Falls die Erschwernis des Zugangs die einzige Motivation war, hätten die Erbauer ebenso gut das Deckenniveau im Schlupfbereich absenken können. Das Bodenniveau des Schlupfs von Litiez im Finistère wurde in Bezug auf die beiden Kammern jedoch sogar gesenkt. Ähnliche Barrieren wurden in Kermoysan im Finistère entdeckt.

## Zugänge
Die Zugänge zu Souterrains können die Form eines senkrechten Schachtes (im Souterrain von Kerveo im Finistère) oder einer Rampe haben (im Souterrain 2 von Rocher-Martin, Côtes-d’Armor). Der Schacht ist der gängigere Typ.
Der Schacht des Souterrains von Malabry, Côtes-d’Armor, zeigte in seiner Wand acht Einbuchtungen von 15 cm Durchmesser. Diese wurden zu viert in zwei versetzten Reihen angeordnet und daher als Trittstufen eingestuft. Ein Souterrain mit 11 Kammern wurde in La Motte im Finistère registriert. Die durchschnittliche Länge seiner Kammern betrug nur 1,2 m, die Höhe überschritt selten einen Meter. Das Souterrain hatte mindestens drei Zugänge und eine vorspringende Bastion aus Trockenmauerwerk, die vermutlich als Zugangsbeschränkung fungierte. Eine Parallele wurde beim Souterrain von Keravel im Finistère gefunden, wo eine vertikale Felsplatte am Verbindungspunkt von Kammer II und IV stand. Die Platte war nicht mit der Wand des Souterrains verbunden, sondern stand 0,25–0,3 m davor. Archäologen glauben, dass drei lose Blöcke in der Nähe der Säule ursprünglich die Funktion hatten, die Lücke zu verschließen. Da es an dem Verbindungspunkt eine Stufe (aufwärts) im Boden des Souterrains gab, würde dies die Interpretation der Säule als ein Teil einer Regulierung stützen. Das Souterrain von Kerglanchard im Finistère enthielt vier Kammern. Die Schlupfe zwischen Kammer I und II sowie zwischen II und III wurden durch den Einbau von Trockensteinen beschränkt. Das besser erhaltene Beispiel (Kammer II und III) bestand aus zwei gegenüberliegenden Steinblöcken. Damit war der Zugang in Kammer III nur 0,4 m breit und 0,45 m hoch. Das Souterrain von La Motte enthielt eine einfache Stufe, die zwei Kammern verband. Mehr als Schrittmaß wurde beim Souterrain von Kermoysan in Finistère am Schlupf zu Raum 11 registriert.
Ein Souterrain von Kermeno im Morbihan soll in einer der Kammern (W2) ein Bodenpflaster besessen haben; es wurde aber nicht belegt, dass dies zur primären Ausstattung gehört. Sicher wurden Souterrains später wiederverwendet und zusätzliche Ausstattungen müssen mit Vorsicht behandelt werden.
Ein kurzer Bereich aus Trockenmauerwerk wurde im Souterrain 2 von Rocher-Martin, Côtes-d’Armor registriert. Es ähnelte sehr den Schächten in Irland. Eine der Kammern war mit einer großen Bodenfliese bedeckt. Ein weiteres Trockenmauerwerk könnte im von Souterrain Keravel im Finistère vorhanden gewesen sein.
Die meisten Belege für Schachtzugänge bei den Souterrains der Bretagne kamen aus Quinrouet und La Clôture, Côtes-d’Armor. In beiden Souterrains hatten zwei durch die üblichen Schlupfe verbundene Kammern Zugänge.
In Quinrouet zeigte die nordöstliche Ecke des Westraumes einen Trockensteinbereich. Im Ostraum lag der Trockensteinbereich in der nordwestlichen Ecke. In beiden Bereichen lagen die Öffnungen der Schächte zur Oberfläche; ähnlich bei La Clôture, wo kurze Trockensteinbereiche in zwei angrenzenden Kammern klare Hinweise auf Zugänge geben.

## Besonderheiten
In der inneren Kammer von Lamphily im Finistère wurde eine Wandnische registriert und als Ablagemöglichkeit interpretiert. Die Hauptkammer des Souterrains von Maner-Soul im Finistère hatte in halber Wandhöhe vier unregelmäßig geformte Nischen.
An der Wand befindliche Bänke sind auch in bretonischen Souterrains gefunden worden, beispielsweise im Souterrain von Keravel im Finistère, im Raum III. Dieses Souterrain enthielt auch zwei zusätzliche Plattformen. Sie lagen an der südwestlichen Ecke der Kammer II, in der Nähe des Schlupfes zu Kammer I.
Die Zugänge zu mehreren Souterrains wurden in der Bretagne außen durch horizontale Platten verschlossen. Beispiele sind die Anlagen von Cléguèrec, Lanouèe und Malestroit, alle drei im Morbihan.
Der Raum IV, der innerste Raum im Souterrain von Le Paou an der Côtes-d’Armor, enthielt eine Luftöffnung, die sich an einem schiefen Winkel vom Dach der Kammer zur Oberfläche erstreckte. Sie hat 0,4 m Durchmesser und ist 2,5 m lang.

## Funktion
Es gibt keine abschließende Theorie zur Funktion, am häufigsten wird eine Verwendung als Unterschlupf angenommen. Die Souterrains kommen im Wesentlichen auf Wohnplätzen vor. Viele Jahre lag die Betonung bei der Untersuchung von Souterrains in der Bretagne auf dem Auffinden und nicht auf der Deutung ihrer Eigenschaften.
Weiter ist zu beachten, dass die 1000 (plus x) Souterrains in den anderen Gebieten Frankreichs, obwohl in den Felsen geschnitten, mittelalterlichen (12./13. Jahrhundert) Ursprungs und eher als Erdställe einzuordnen sind.